# Еталон ялицево-смерекового насадження (Надвірнянський район, Довбушанське лісництво, кв. 36, вид. 6)
Еталон ялицево-смерекового насадження — ботанічна пам'ятка природи місцевого значення. Об'єкт розташований на території Надвінянського району Івано-Франківської області, Довбушанське лісництво, квартал 36, виділ 6.
Площа — 8,7000 га, статус отриманий у 1993 році.